# 広橋公寿
広橋 公寿（ひろはし こうじゅ、1957年1月11日 - ）は、福岡県宗像郡玄海町（現在の宗像市）出身の元プロ野球選手（内野手、外野手）、野球指導者。
東北楽天ゴールデンイーグルス創設期のコーチ陣の1人で、2022年から青山東京ボーイズの監督を務める。
長男は2005年の四国アイランドリーグ第1期生として、高知ファイティングドッグスへ1年間在籍していた広橋貴寿。自身と同じく楽天球団の創設メンバーで、元プロ野球選手の岩隈久志は義理の息子（長女の夫）にあたる。

## 経歴

### 選手時代
東海大五高から八幡大学に進学。九州六大学リーグでは在学中3度優勝。投手としてベストナイン2回。
大学卒業後は、社会人野球の東芝に入社。1979年から2年連続で都市対抗野球に出場し、リードオフマンとして活躍する。東芝のチームメートに黒紙義弘、菊地恭一らがいた。
1980年オフに、ドラフト外で西武ライオンズへ入団。同期のドラフト外入団に秋山幸二がいる。
1年目の1981年から一軍に定着。開幕直後から行沢久隆と三塁手のレギュラーを争い、同年は44試合に先発出場。翌年からスティーブ・オンティベロスが三塁に回ったため、外野手も兼ね、ユーティリティプレイヤーとして長く活躍した。左投手にはめっぽう強く、しぶとい打撃で、西岡良洋と共に左キラーとして当時の監督広岡達朗に重宝される。
1983年の読売ジャイアンツとの日本シリーズでは、俊足を活かし代走として4試合、代打で1試合に出場。1984年にはシーズン中盤から一番打者に起用され、50試合に先発出場、打率.296の好成績を残す。1985年には規定打席不足ながら打率.301をマークしている。同年の阪神タイガースとの日本シリーズでは代打、守備固めとして3試合に出場。第4戦では9回表に勝ち越しの導火線となる安打を放っている。1986年には故障もあって後半戦を棒に振り、その後は代打、指名打者としての起用が主となった。
1989年オフ、宮下昌己・大宮龍男との交換トレードで小川宗直と共に中日ドラゴンズへ移籍。1990年オフ、小早川幸二との交換トレードで、地元福岡ダイエーホークスに移籍。1991年限りで現役引退。

### 現役引退後
福岡県内のゴルフ場に勤務するかたわら、九州地区からの中継限定で文化放送の野球解説者を務めた。1995年から2003年まで、西武で守備走塁コーチや打撃コーチを歴任。2004年には、テレビ埼玉野球解説者・西日本スポーツ野球評論家として活動した。
広橋の能力を買っていた西武時代の同僚の監督・田尾安志の招聘で東北楽天ゴールデンイーグルスがNPBに参入した2005年に、同球団の一軍外野守備走塁コーチへ就任。シーズン途中からは、一軍打撃コーチから二軍打撃コーチへ降格した駒田徳広に代わって、一軍打撃コーチを務めた。2006年から二軍打撃コーチ、2008年から二軍外野守備走塁コーチ、2011年には二軍育成チーフコーチ（5月16日以降は二軍打撃コーチ）を担当。2010年7月には、当時の二軍監督・仁村徹の病気療養を受けて、二軍監督代行を務めた。2012年には育成チーフコーチを担当したが、シーズン終了後にコーチ契約を行わない旨を伝えられた。広橋の退団によって、楽天球団創設時点での監督・コーチ陣は全員が退任した。
2013年には、韓国のフューチャーズリーグに参加していた高陽ワンダーズで打撃コーチを担当。
2014年に楽天球団へ復帰すると、「楽天イーグルス ベースボールスクール」（楽天球団が運営する少年野球教室）のコーチ（ジュニア部門統括担当）を務めた。さらに、楽天球団が同年12月7日に「東北楽天リトルシニア」（NPB加盟球団が初めて保有・運営するリトルシニアチーム）を設立させたことを受けて、2015年から総監督を兼務していた。その後は楽天球団がバックアップしているクラーク記念国際高等学校仙台キャンパスの女子硬式野球部のヘッドコーチを兼任した。2019年限りで、楽天球団を再び退団。
2020年からは、エイジェック女子硬式野球部（ヴィーナスリーグの3部に加盟するチーム）で監督を務める。
2021年は1年間で日本一4回を達成し、当年限りで退任。
2022年からは岩隈久志が創設した「青山東京ボーイズ」で監督を務める。

## 詳細情報

### 年度別打撃成績
| 年 度      | 球 団      | 試 合 | 打 席 | 打 数 | 得 点 | 安 打 | 二 塁 打 | 三 塁 打 | 本 塁 打 | 塁 打 | 打 点 | 盗 塁 | 盗 塁 死 | 犠 打 | 犠 飛 | 四 球 | 敬 遠 | 死 球 | 三 振 | 併 殺 打 | 打 率 | 出 塁 率 | 長 打 率 | O P S |
| ---------- | ---------- | ----- | ----- | ----- | ----- | ----- | -------- | -------- | -------- | ----- | ----- | ----- | -------- | ----- | ----- | ----- | ----- | ----- | ----- | -------- | ----- | -------- | -------- | ----- |
| 1981       | 西武       | 91    | 180   | 162   | 23    | 44    | 8        | 2        | 2        | 62    | 12    | 8     | 3        | 9     | 0     | 8     | 0     | 1     | 23    | 4        | .272  | .310     | .383     | .693  |
| 1982       | 西武       | 64    | 192   | 169   | 28    | 45    | 9        | 2        | 3        | 67    | 14    | 6     | 5        | 3     | 0     | 19    | 0     | 1     | 16    | 1        | .266  | .344     | .396     | .740  |
| 1983       | 西武       | 83    | 112   | 93    | 23    | 22    | 6        | 0        | 0        | 28    | 4     | 3     | 3        | 7     | 0     | 10    | 0     | 2     | 14    | 1        | .237  | .324     | .301     | .625  |
| 1984       | 西武       | 76    | 200   | 169   | 36    | 50    | 10       | 0        | 3        | 69    | 17    | 5     | 2        | 6     | 3     | 21    | 0     | 1     | 18    | 2        | .296  | .377     | .408     | .785  |
| 1985       | 西武       | 82    | 143   | 123   | 16    | 37    | 14       | 1        | 1        | 56    | 17    | 1     | 1        | 6     | 2     | 12    | 2     | 0     | 17    | 1        | .301  | .358     | .455     | .813  |
| 1986       | 西武       | 22    | 22    | 20    | 5     | 4     | 0        | 0        | 0        | 4     | 2     | 2     | 1        | 1     | 0     | 1     | 0     | 0     | 4     | 0        | .200  | .238     | .200     | .438  |
| 1987       | 西武       | 59    | 106   | 96    | 18    | 31    | 4        | 1        | 1        | 40    | 17    | 2     | 1        | 5     | 0     | 5     | 0     | 0     | 9     | 0        | .323  | .356     | .417     | .773  |
| 1988       | 西武       | 50    | 80    | 74    | 12    | 18    | 0        | 0        | 3        | 27    | 12    | 4     | 1        | 3     | 0     | 3     | 0     | 0     | 10    | 2        | .243  | .273     | .365     | .638  |
| 1989       | 西武       | 9     | 13    | 10    | 1     | 0     | 0        | 0        | 0        | 0     | 0     | 0     | 0        | 1     | 0     | 2     | 0     | 0     | 1     | 0        | .000  | .167     | .000     | .167  |
| 1990       | 中日       | 18    | 26    | 24    | 3     | 5     | 0        | 0        | 1        | 8     | 1     | 1     | 1        | 2     | 0     | 0     | 0     | 0     | 7     | 0        | .208  | .208     | .333     | .542  |
| 1991       | ダイエー   | 15    | 13    | 11    | 3     | 2     | 0        | 0        | 0        | 2     | 0     | 0     | 0        | 0     | 0     | 2     | 0     | 0     | 4     | 0        | .182  | .308     | .182     | .490  |
| 通算：11年 | 通算：11年 | 569   | 1087  | 951   | 168   | 258   | 51       | 6        | 14       | 363   | 96    | 32    | 18       | 43    | 5     | 83    | 2     | 5     | 123   | 11       | .271  | .331     | .382     | .713  |

### 記録
- 初出場：1981年4月4日 対ロッテオリオンズ前期1回戦（川崎球場）、土井正博の代走で出場
- 先発初出場：1981年4月7日 対日本ハムファイターズ前期1回戦（後楽園球場）、1番・三塁手で出場
- 初安打：同上、工藤幹夫から
- 初本塁打：1981年4月11日 対近鉄バファローズ前期1回戦（西武球場）、7回裏に鈴木啓示から3ラン

### 背番号
- 30 （1981年 - 1989年）
- 25 （1990年）
- 68 （1991年）
- 85 （1995年 - 2003年、2005年 - 2013年）

## 関連情報

### 出演番組
- 文化放送ライオンズナイター
- TVSライオンズアワー